# 裙襬

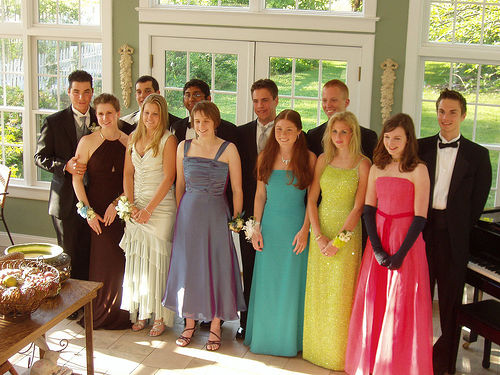
舞會的禮服，裙襬從腳踝到地板長度不等

裙襬是指像连衣裙、裙子下方縫邊形成的線，也包括其距離地面的高度，其對應英文hemline也用來指像大衣等服装底部的線條，以及其距離地面的高度。
在時裝中，裙襬可能是最多變化的款式，裙襬本身的形狀可能改變，影響服装的外形，裙襬高度可能從髋关节的高度到約接觸地面（及地）的高度。不同時代，裙襬形狀及高度的流行款式會有許多的變化，也會受其他因素影響，例如穿著者的年齡、服裝穿著的場合，以及穿著者的個人喜好選擇。

## 歷史

1805年至2005年，裙襬高度的變化

在西方服裝史中，上層階級及中層階級女性的正式公開服裝中，裙襬高度只會在及地和及踝這兩種之間變化，這樣的情形已持續了幾個世紀，一直到第一次世界大戰為止。到小腿中間或是小腿下方的裙子是低層女性或較前衛女性的工作服，而更短的裙子只會在少數特定的場合才會出現（例如海水浴場或是芭蕾舞的舞衣）。裙襬高度一直到1910年代起才顯著的提高（之後也有幾次的變化）。裙襬高度在不到15年內就從及地到接近膝蓋的高度（從1900年代末期到1920年代中期）。在1919年及1923年有顯著的變化，從1919年幾乎及地的高度，到1920年代的小腿中間，而1923年又降到腳踝的高度。1927年的「flapper長度」的裙子只到膝蓋，甚至比膝蓋更高，但1930年代又降低了。
從第一次世界大戰一直到1970年代，女性由於社會壓力的影響，需要穿著符合當時流行長度的裙子，不然就會認為跟不上潮流。自從1970年代時，女性的選擇範圍擴大了，而之後的裙子流行長度也不再只有一種了。
另一個對裙子長度的影響是裙襬指數，此理論將裙襬的變化作了過度簡化的描述，認為裙襬的高度會隨著股市同步的上昇及下降。此一詞語出自華特商學院教授喬治·W·泰勒1926的敘述，在經濟繁榮的咆哮的二十年代，隨著飛來波女郎服飾的出現，裙襬也跟著上昇，但在1920年代後期的經濟大蕭條起，裙子又回到及地的高度。

## 圖片

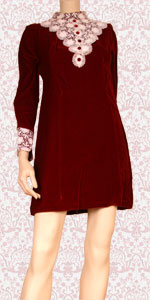
迷你裙
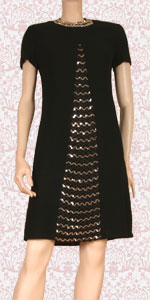
裙襬在膝蓋以上的雞尾酒禮服
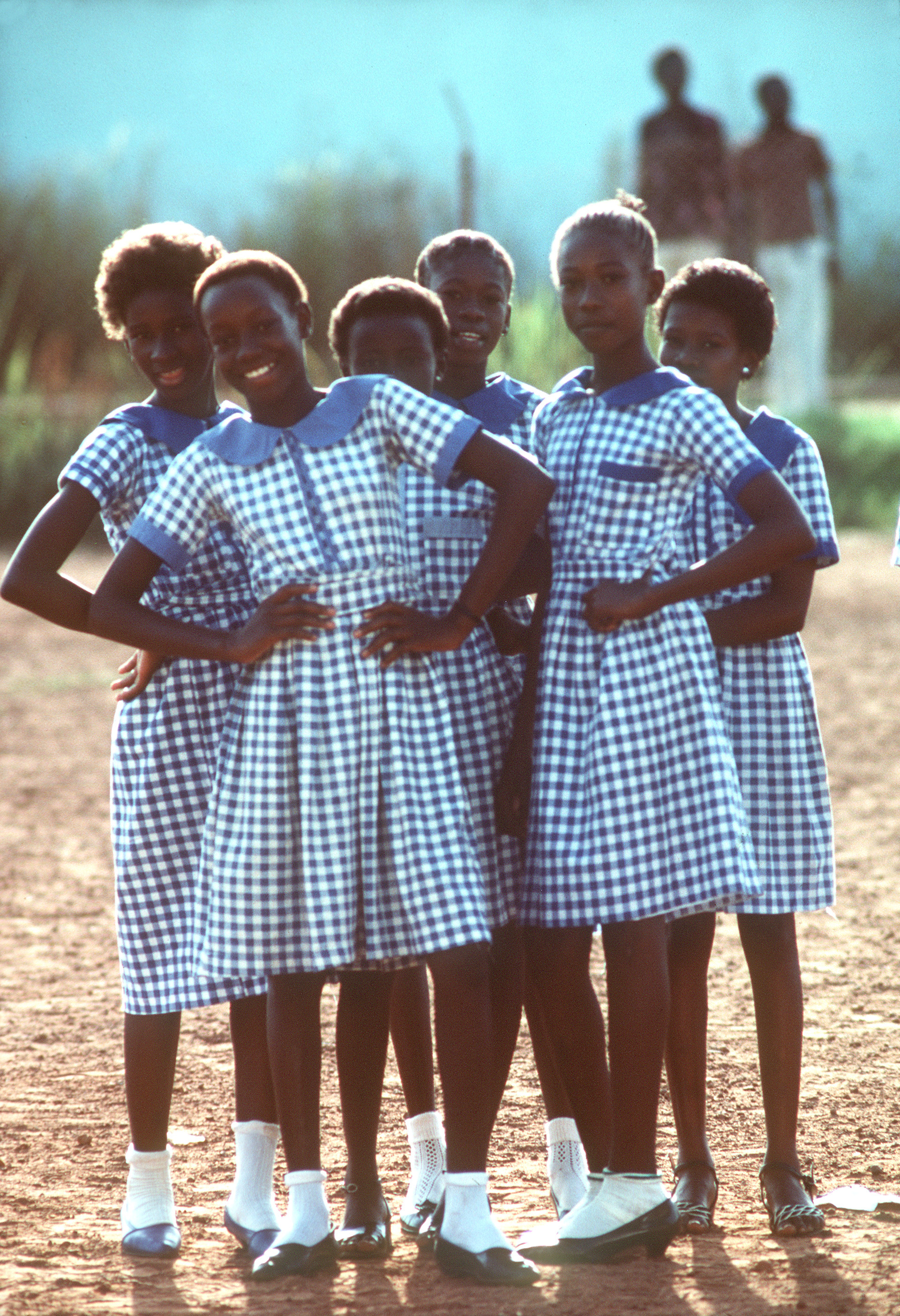
裙襬在膝蓋以下
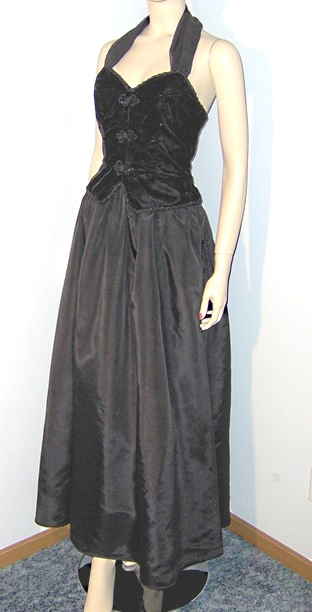
裙襬到腳踝的晚禮服
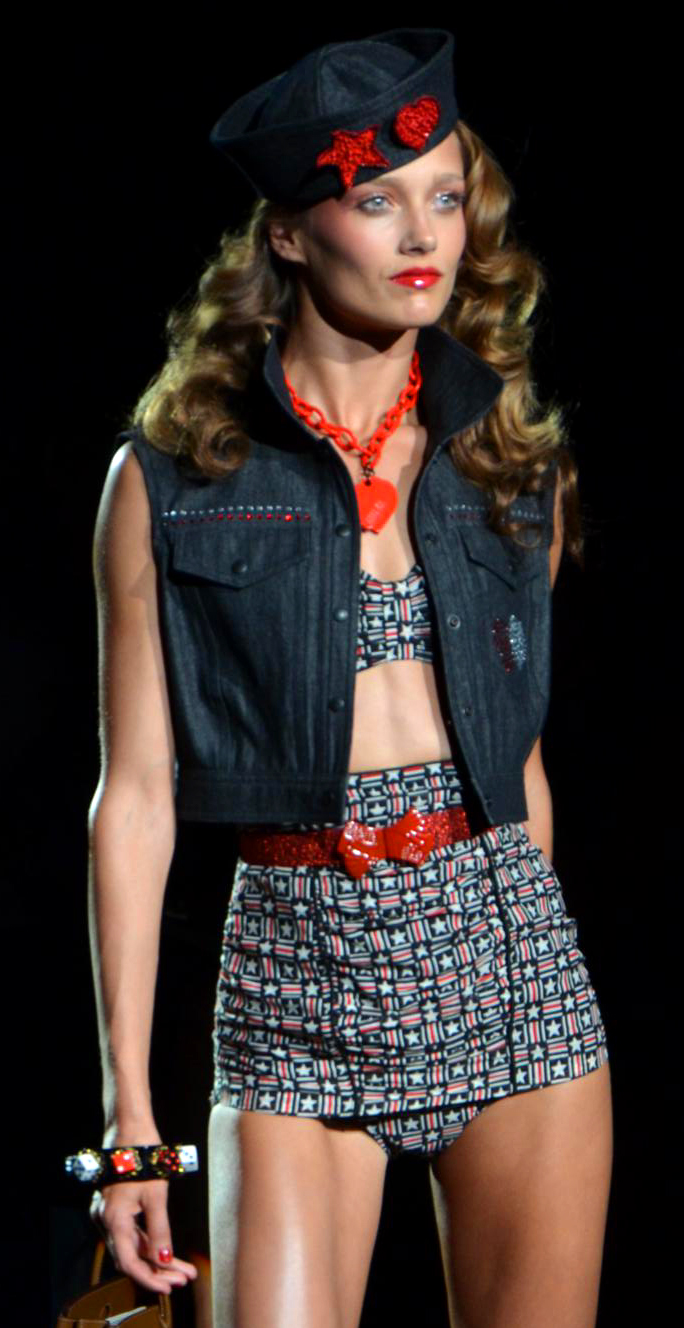
裙襬很高的超短裙